# Bifrenaria longicornis
Bifrenaria longicornis là một loài lan.
 Tư liệu liên quan tới Bifrenaria longicornis tại Wikimedia Commons

## Hình ảnh

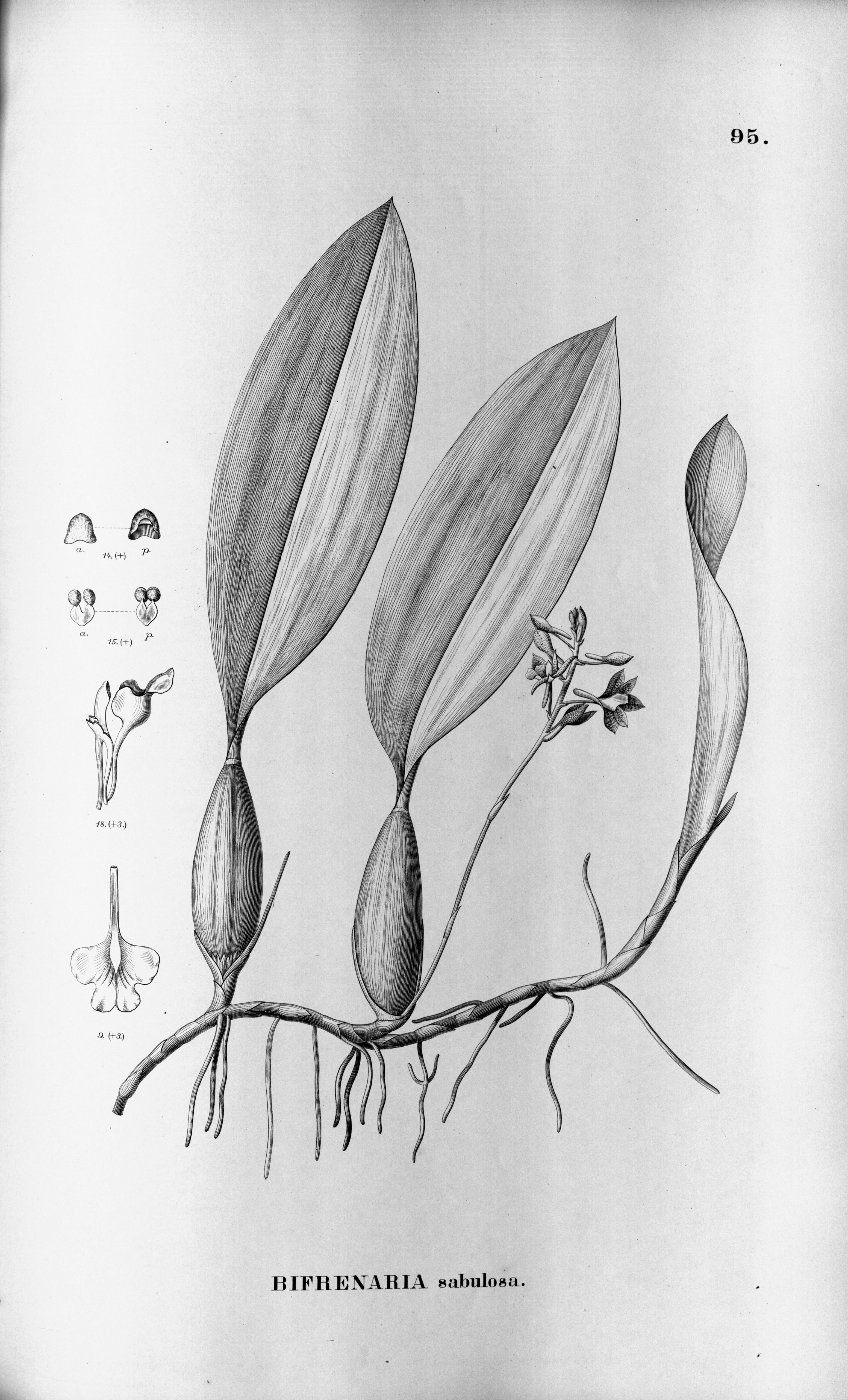
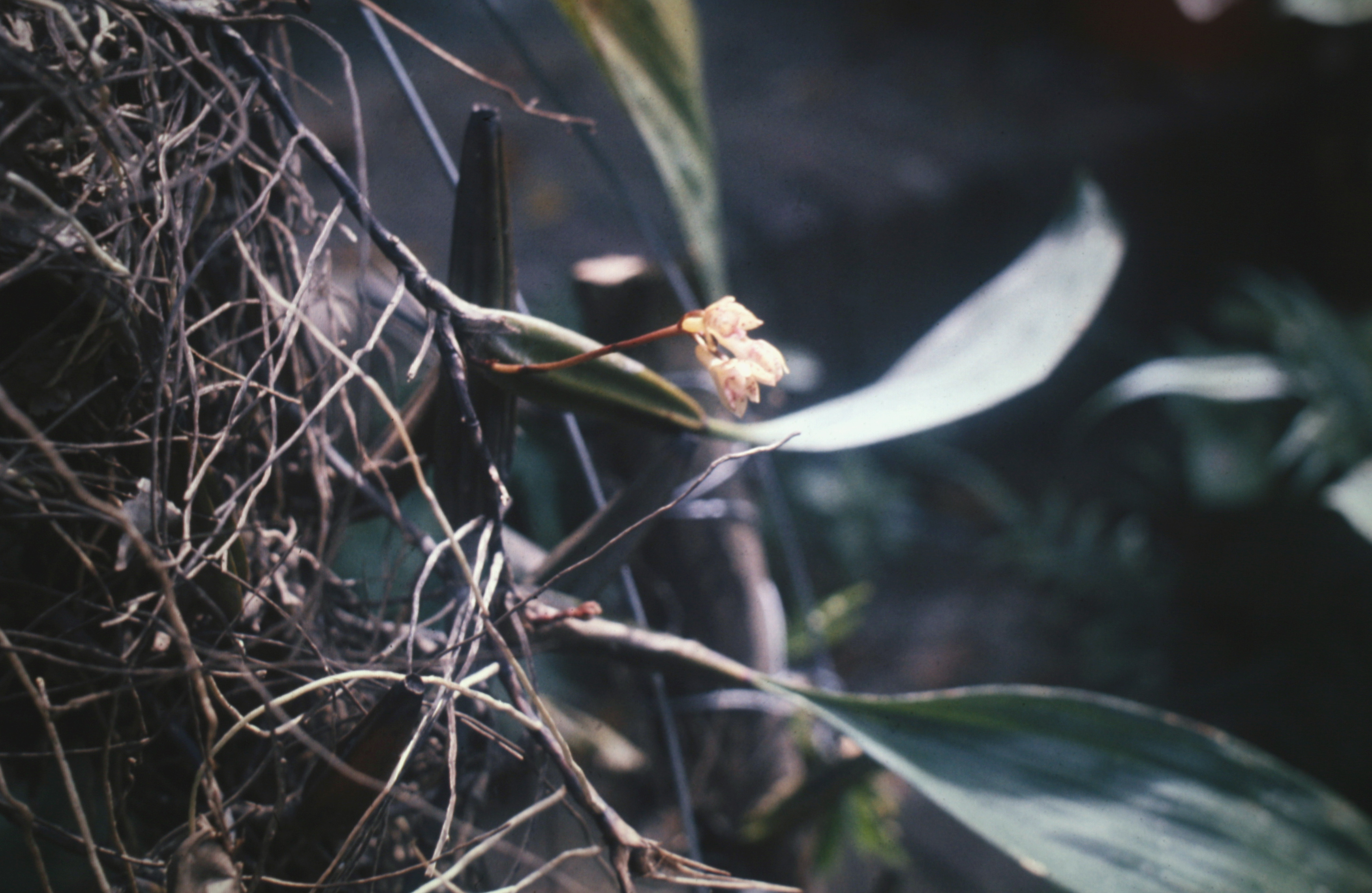